# Monache benedettine
Le monache benedettine sono religiose di voti solenni e dedite a vita contemplativa appartenenti all'Ordine di San Benedetto: pospongono al loro nome la sigla O.S.B.

## Origini

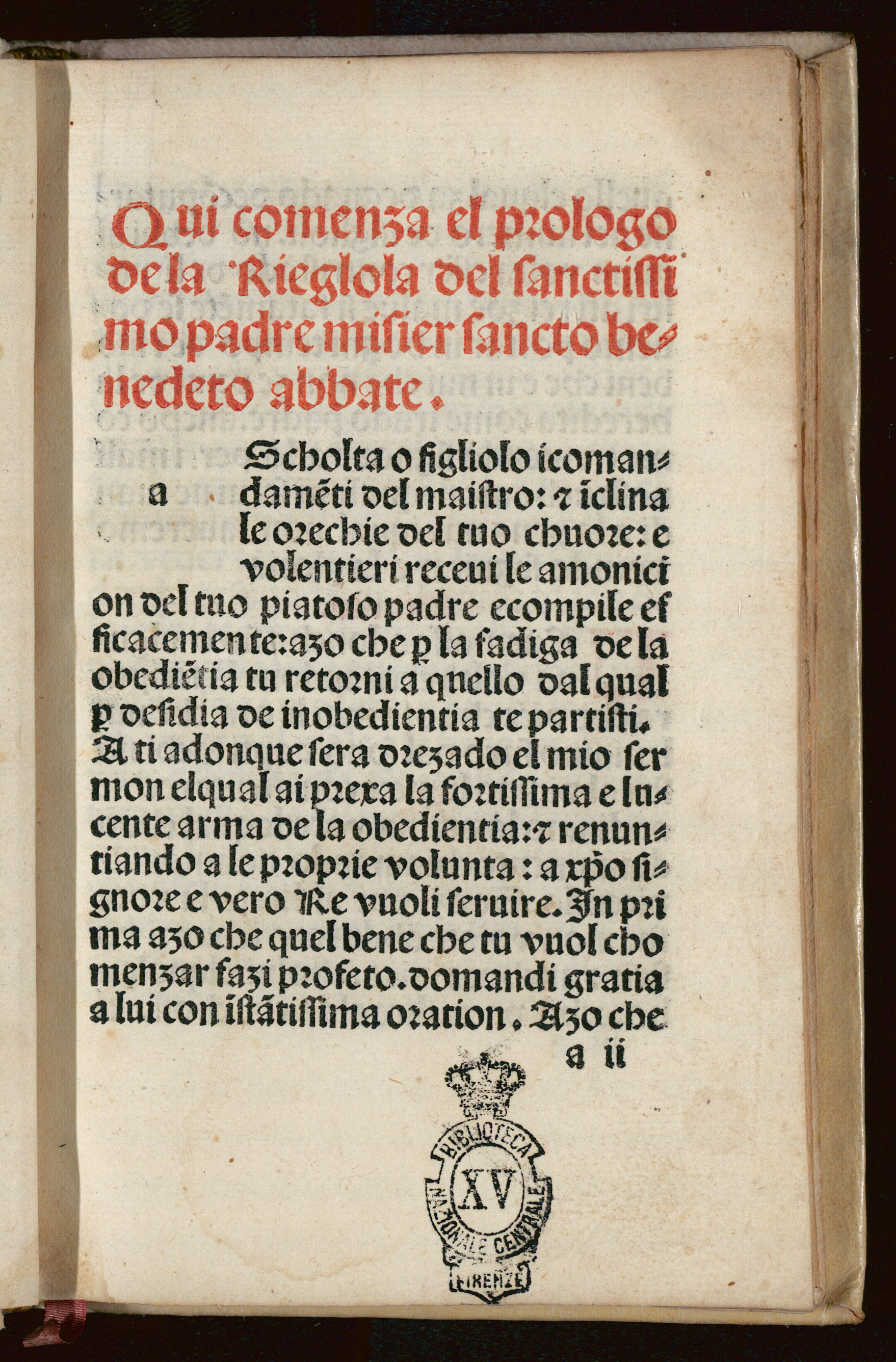
Prologo della Regula

Le origini del monachesimo femminile benedettino sono piuttosto oscure: va infatti ricordato che Benedetto da Norcia non fondò un ordine nel senso canonico del termine, ma redasse una regola per le comunità monastiche. La regola benedettina non fa cenno a monache, ed è ignoto se fosse intenzione del fondatore estenderne l'osservanza alle religiose.
Qualche indizio sulla prima storia delle monache benedettine è deducibile dalla vita di san Benedetto composta da Gregorio Magno: nei suoi Dialoghi Gregorio accenna a donne consacrate assistite spiritualmente dai monaci di Benedetto (Dialogi lib. II, c. XIX) e, di sua sorella Scolastica (a cui si fa tradizionalmente risalire la fondazione delle benedettine), viene detto che era consacrata al Signore fin dall'infanzia (Dialogi lib. II, c. XXXIII).
Probabilmente per i primi secoli le monache affiancarono a quella benedettina altre regole, soprattutto quella di Cesario di Arles.
Notizie più precise si hanno nell'VIII secolo, al tempo dell'evangelizzazione della Germania: le religiose (Lioba, Valpurga) collaboravano con i monaci nelle missioni.
Con Benedetto di Aniane, che sotto Ludovico il Pio ebbe l'incarico di visitare e riformare le abbazie dell'Impero e di restaurare la disciplina religiosa, la regola benedettina venne introdotta in tutti i monasteri femminili.

## Attività e diffusione
Le benedettine sono religiose claustrali e osservano la Regola di San Benedetto. Sono organizzate in monasteri autonomi: ciascuna casa conserva caratteri propri e, oltre alla celebrazione dell'ufficio divino, è dedita ad attività specializzate e particolari (ospitalità, educazione, lavoro agricolo, restauro e conservazione dei libri antichi, organizzazione di ritiri spirituali...). I monasteri, raggruppati in federazioni, sono retti da una badessa eletta.
Al 31 dicembre 2005, le benedettine dell'osservanza ordinaria contavano 242 case, presenti nei cinque continenti, e 4.661 membri (monache e novizie): esistono, inoltre, numerose congregazioni riformate (olivetane, vallombrosane, camaldolesi, celestine, di Nostra Signora del Calvario, dell'Adorazione perpetua).